# Рафибейли, Нигяр Худадат кызы
Нигяр Худадат кызы Рафибейли (азерб. Nigar Xudadat qızı Rəfibəyli; 23 июня 1913, Елизаветполь — 9 июля 1981, Баку) — азербайджанская советская поэтесса, член союза писателей Азербайджана с 1934 года, заслуженный работник культуры Азербайджанской ССР (1967), Народная поэтесса Азербайджанской ССР (1981). Дочь первого министра здравоохранения АДР Худадат-бека Рафибекова, супруга Народного поэта Азербайджанской ССР (1960) Расула Рзы и мать Народного писателя Азербайджанской ССР (1987) Анара.

## Биография
|                                                         |  |
| Родители Нигяр Рафибейли — Худадат-бек и Джавахир-ханум |  |

Нигяр Рафибейли родилась в семье хирурга Худадат-бека Рафибекова, занимавшего должность губернатора Гянджинской губернии в годы досоветской независимости Азербайджана (1918—1920). Он оказался в числе азербайджанских политических деятелей, массово казнённых большевиками в июне 1920 года на острове Нарген.
Окончив среднюю школу в родной Гяндже, Нигяр Рафибейли поступила в Бакинский педагогический техникум. В 1928 году в журнале «Дан улдузу» было опубликовано её первое стихотворение «Чадра». В 1931 году она устроилась переводчицей в отдел художественной литературы издательства «Азернешр», затем продолжила обучение в Московском педагогическом институте. Тем временем в Баку был издан её первый сборник стихотворений (1934).
По возвращении из Москвы Нигяр Рафибейли работала редактором отдела художественной литературы в издательстве «Ушагнешр». С 1940 года до конца жизни Рафибейли писала стихотворения и переводила на азербайджанский язык произведения поэтов и писателей народов СССР. За творческие заслуги она была награждена орденом «Знак Почёта».

## Награды
- орден «Знак Почёта» (09.06.1959).
- Народная поэтесса Азербайджанской ССР (1981).
- заслуженный работник культуры Азербайджанской ССР (1967).
- Почётная грамота Президиума Верховного Совета Азербайджанской ССР (28.06.1973)[2]

## Память
- Именем Рафибейли названа одна из центральных улиц Баку.
- В городе Гянджа в Ханском парке установлен памятник Нигяр Рафибейли.

## Сборники
Нигяр Рафибейли писала на азербайджанском языке.
- «Стихотворения» (1934)
- «Победная песня» (1943)
- «Материнский голос» (1951)
- «Дорожные воспоминания» (1957)
- «Слышится шум моря» (1964)
- «Если вспомнишь меня в тоскливый вечер» (1982)
- «Ты — память счастливых поколений» (1982)